# Gerichtsbezirk Fondo
Der Gerichtsbezirk Fondo war ein dem Bezirksgericht Fondo unterstehender Gerichtsbezirk in der Gefürsteten Grafschaft Tirol. Der Gerichtsbezirk war Teil des Trentino und gehörte zum Bezirk Cles. Nach dem Ersten Weltkrieg musste Österreich den gesamten Gerichtsbezirk an Italien abtreten.

## Geschichte
Der Gerichtsbezirk Fondo wurde durch eine 1849 beschlossene Kundmachung der Landes-Gerichts-Einführungs-Kommission geschaffen und umfasste ursprünglich die 17 Gemeinden Amblar, Brez, Castelfondo, Cavareno, Cloz, Dambel, Don, Fondo, Lauregno, Malosco, Romeno, Ronzone, Ruffrè, Sarnoniko, Sejo, Senale und Vasio.
Der Gerichtsbezirk Fondo bildete im Zuge der Trennung der politischen von der judikativen Verwaltung
ab 1868 gemeinsam mit den Gerichtsbezirken Cles und Malè den Bezirk Cles.
Der Gerichtsbezirk Fondo wies 1869 eine Bevölkerung von 12.291 Personen auf.
1910 wurden für den Gerichtsbezirk 11.914 Personen ausgewiesen, von denen 1.086 Deutsch (9,1 %) und 10.791 Italienisch oder Ladinisch (90,6 %) als Umgangssprache angaben. Die deutschsprachige Minderheit konzentrierte sich dabei auf die Gemeinden Lauregno (Laurein), San Felice (Sankt Felix) und Senale (Unsere liebe Frau im Walde), die jeweils fast ausschließlich von Deutschsprachigen bewohnt waren.
Durch die Grenzbestimmungen des am 10. September 1919 abgeschlossenen Vertrages von Saint-Germain wurde der Gerichtsbezirk Fondo zur Gänze Italien zugeschlagen und in die Venezia Tridentina eingegliedert. Seit 1945 bildet es Teil der Provinz Trient, wobei die deutschsprachigen Randbezirke 1948 zur Provinz Bozen kamen.

## Gerichtssprengel
Der Gerichtssprengel umfasste 1910 die 18 Gemeinden Amblar, Brez, Castelfondo, Cavareno, Cloz, Dambel, Don, Fondo, Lauregno, Malosco, Romeno, Ronzone, Ruffrè, San Felice, Sarnonico, Sejo, Senale und Vasio.